# Edmond Bellemare
Pour les articles homonymes, voir Bellemare.
Edmond Bellemare (né Camille-Edmond-Dieudonné Bellemare à Rouen le 29 juin 1833 - † ?),, est un ouvrier cordonnier français devenu clerc d'huissier qui tenta le 8 septembre 1855 d'assassiner l'empereur des Français Napoléon III. 

## Biographie
À seize ans, il est condamné pour escroquerie à deux années de prison. En 1853, il est arrêté pour propos séditieux. Plus tard, il prétend avoir pris une part active aux événements du 2 décembre et s'être battu derrière une des barricades de la rue Rambuteau. En 1855, il décide de s'en prendre à l'Empereur, à l'entrée de la rue Marsollier (2e arrondissement de Paris) : 
« Sa Majesté se rendait à la représentation du Théâtre Italien. Au moment où la voiture dans laquelle se trouvaient les dames d'honneur de S. M. l'Impératrice s'arrêtait devant l'entrée du Théâtre, un individu qui stationnait en face sur le trottoir a déchargé, sans même viser, deux petits pistolets de poche sur la voiture. Personne n'a été atteint. Cet individu, qui parait être un maniaque bien plus qu'un assassin, a été immédiatement arrêté. » Article du Moniteur (Septembre 1855).
Arrêté à Paris, décrit comme un véritable maniaque, il est provisoirement détenu à l’hôpital Bicêtre pour aliénation mentale puis déporté à Tahiti en 1856 où il demeure en résidence surveillée. En 1869, Bellemare bénéficie de l’amnistie générale décidée par l'empereur et il la met à profit pour se rendre à San Francisco ; sans moyen d’existence, il rentre à Papeete dès 1870 avant d'être finalement ramené en France en 1878,. 